# جان جانستون
جان جانستون (انگلیسی: Jan Johnston؛ زادهٔ ۲۱ فوریهٔ ۱۹۶۸) یک موسیقی‌دان است. وی از سال ۱۹۹۱ میلادی تاکنون مشغول فعالیت بوده‌است.